# Dichondra recurvata
Dichondra recurvata är en vindeväxtart som beskrevs av Benjamin Carroll Tharp och M. C. Johnston. Dichondra recurvata ingår i släktet njurvindor, och familjen vindeväxter. Inga underarter finns listade i Catalogue of Life.